# 水辺共生体験館

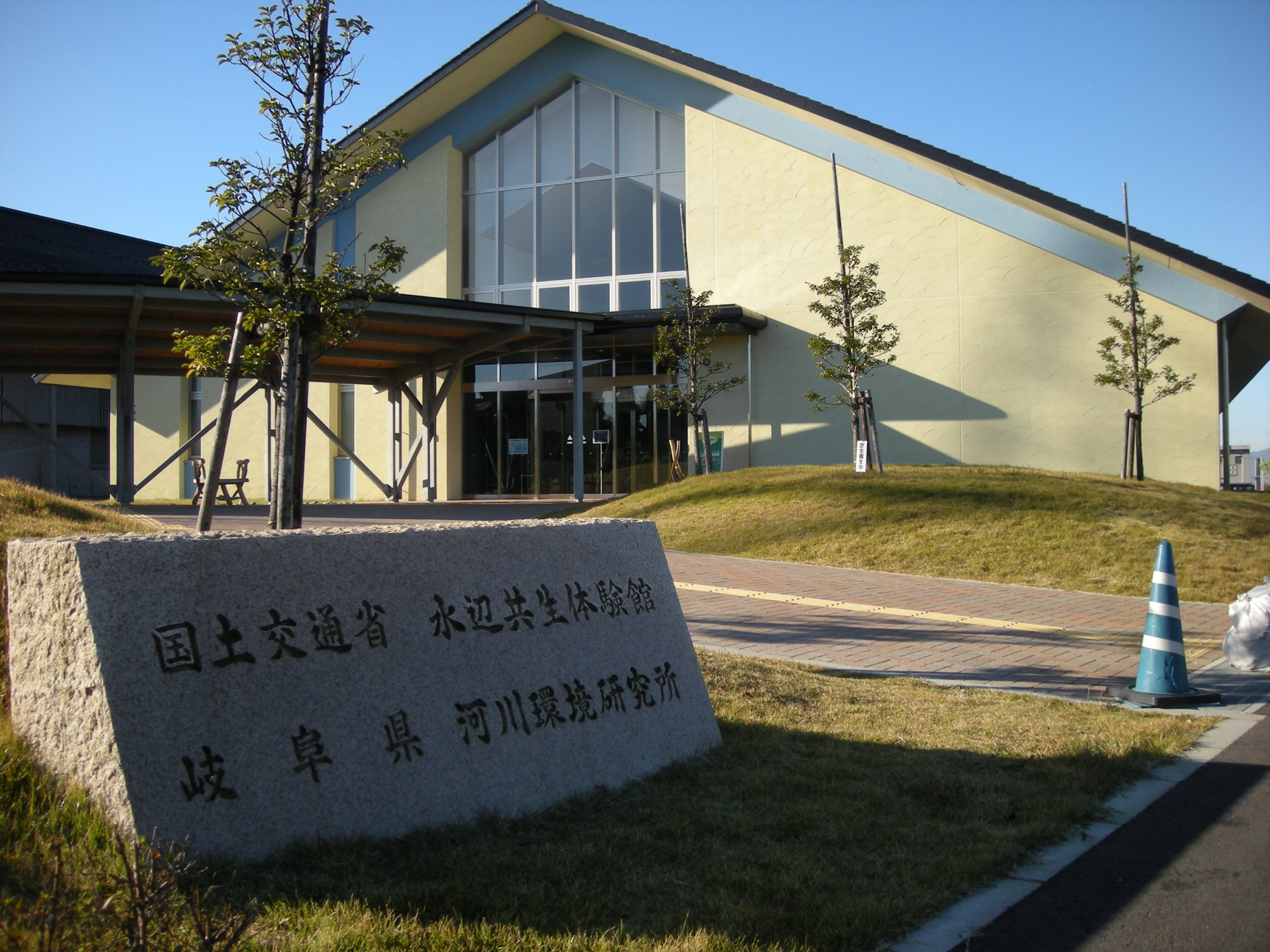
水辺共生体験館

水辺共生体験館（みずべきょうせいたいけかん　Aqua Restoration Training Center）は、岐阜県各務原市にある国土交通省中部地方整備局の施設。
河川環境楽園内にある施設の一つであり、国土交通省中部地方整備局木曽川上流河川事務所が管理する。

## 概要
河川環境に関する調査・研究、啓発、地域活動のサポート、情報の収集と発信を目的とする施設である。
2005年（平成27年）4月25日開所。開所式は岐阜県河川環境研究所と合同で行っている。建物は岐阜県水産研究所（旧・岐阜県河川環境研究所）に隣接し、近くには自然共生研究センターかある。

## 施設
- セミナールーム
- 映像・プレゼンルーム
- ワークショップエリア
  - プログラムを通じて、川や水の科学・生態系を学習。
- 木曽三川情報交流スクエア
  - 河川、環境、防災に関する展示。
- 情報ライブラリースクエア
  - 河川、環境に関する書籍、文献、雑誌。
- 実験水路

## 利用案内
- 開館時間：10:00～16:00
- 開館日：毎週土・日曜日、祝日、夏休み期間（7月21日～8月31日）
- 休館日：平日及び1月～3月の毎日
- 入館料：無料

## 住所
- 岐阜県各務原市川島笠田町官有地無番地（河川環境楽園内）

## 交通アクセス
- 岐阜バス笠松川島線「河川環境楽園」バス停より徒歩で約8分。
- 各務原市ふれあいバス川島線「河川環境楽園」バス停より徒歩で約8分。
- 笠松町公共施設巡回町民バス「スポーツ交流館前」バス停より徒歩で約15分。

※ 自動車の場合、河川環境楽園の中央駐車場、西口駐車場、東海北陸自動車道川島PAを利用することになるが、最寄りは西口駐車場である。